# POSCO
Pohang Iron and Steel Company, o simplemente POSCO, con base en Pohang en Corea del Sur, es el cuarto principal productor de acero mundial, y un proveedor decisivo de la industria automovilística y de los astilleros navales surcoreanos desde hace más de cuarenta años.
En 2023, POSCO se convirtió en el séptimo productor de acero más grande del mundo con 38.4 millones de toneladas.

## Historia
El origen de POSCO se remonta al final de los años 1960 cuando el gobierno de Park Chung-hee considera que Corea del Sur debía tener una cierta autonomía en materia de producción de acero. Corea del Sur y Japón normalizaron entonces sus relaciones con el tratado nipón-surcoreano del 22 de junio de 1965, en el que Japón considera la seguridad del país como esencial para sus propios intereses. Japón concede entonces 800 millones de dólares a Corea del Sur bajo la forma de asistencia amiga y de préstamos bancarios ventajosos que, junto con la ayuda estadounidense brindada, permiten lanzar una versión asiática del plan Marshall a nivel industrial.
La firma POSCO fue establecida, en el origen como una joint-venture (empresa conjunta) entre el Estado y TaeguTec, entonces presidida por Park Tae-joon que se convierte en su presidente y director general. Empieza su producción en 1972 mediante una primera acería en Pohang, en donde el gobierno proporciona 118 millones de dólares. La segunda acería en Gwangyang abrió en 1988; entonces ya POSCO ascendió al quinto puesto en el ranking mundial de producción de acero. Pohang, en un principio un pueblo de pescadores, se convierte en una ciudad industrial de más de medio millón de habitantes.
En 1993, Park Tae-Joon, dueño del destino de la firma, cesa sus funciones, acusado por el gobierno de Kim Young-sam (1993-98) de corrupción. Se exilia en Japón antes de ser absuelto de los cargos. Gran parte de los gestores de la compañía fueron entonces despedidos y removidos de sus funciones, antes de ser reinstalados bajo el gobierno de Kim Dae-jung (1998-2003). Park Tae-joon será nombrado primer ministro por Kim Dae-Jung.
En ese periodo, Seúl anunció la privatización de POSCO, en 1997, guardando una parte mayoritaria de la compañía. Después de varias inversiones, el Estado revendió finalmente su parte para no quedar más del 20% de las acciones en 1998, siendo más de la mitad de las acciones parte de capital extranjero. La privatización total fue llevada a cabo en 2000.
A partir de 2008, los trabajadores surcoreanos reducidos a estado de casi esclavización durante la ocupación japonesa (1905-1945) deciden reclamar a las empresas surcoreanas que recibieron reparaciones japonesas en 1965, estimando que les correspondían parcialmente. POSCO fue juzgada en 2009 y 2010, aunque ganó el proceso. Sin embargo, en la primavera de 2012, la sociedad decide dedicar 10.000 millones de wons (cerca de siete millones de euros) a las víctimas vía un fondo del Estado. El gobierno prevé proveer 12.500 millones de wons suplementarios y otras grandes empresas coreanas serán concernidas a participar.

## Principales negocios

### Acerías
Además de sus numerosas filiales (entre las cuales POSCON, POSBRO y POSDATA, en el sector informático, POSCO Engineering & Construction y POSMEC), la firma posee dos acerías, una en Pohang y la otra en Gwangyang, así como una empresa conjunta (joint venture) con US Steel en Pittsburg (California). Además, después de cinco años de conflictos con los ciudadanos locales, ha comprado en mayo de 2011 tierras en el Orisa, un Estado al este de la India, para instalar una acería (con una inversión de 12.000 millones de dólares). El proyecto industrial fue acusado de violar la legislación medioambiental local (Forest Rights Act), de dañar el medio ambiente, de tomar tierras a los agricultores locales y de beneficiar a POSCO frente a la mano de obra local.
En 2006, inauguró la acería de acero inoxidable Zhangjiagang Pohang Stainless Steel (ZPSS) en la provincia china de Jiangsu. El mismo año, las mejoras realizadas en la fábrica de Gwangyang han convertido a POSCO en el segundo productor mundial de hojas de acero, por detrás de Arcelor Mittal. POSCO también ha anunciado la construcción de acerías en Vietnam y en Altamira (México).

### Litio
Actualmente, en consorcio con el grupo coreano invertirá en la manufactura del litio en el norte de Argentina, generando de esta manera una producción anual de 19 mil toneladas de material.